# 은채의 스타일기
《은채의 스타일기》은 2023년 2월 16일부터 2024년 10월 3일까지 유튜브에서 방송되었던 웹예능으로, 스튜디오 K에서 제작하는 LE SSERAFIM 멤버 홍은채의 단독 웹예능이다. 매주 금요일 <뮤직뱅크>의 MC(일명 아기 은행장)인 홍은채가 출연자를 만나 대기실에서 인터뷰를 하는 포맷이다. 보통 MC 대기실로 출연자들이 직접 방문해 촬영을 진행하며, 몇몇 에피소드의 경우 은채가 직접 출연가수의 대기실에서부터 MC 대기실까지 걸어오며 스몰토크를 하는 장면이 나오기도 한다.

## 에피소드 목록

### 2023년
| 회차       | 공개일    | 제목                                                                                           | 출연                                                                       | 비고 |
| ---------- | --------- | ---------------------------------------------------------------------------------------------- | -------------------------------------------------------------------------- | --- |
| Behind     | 2월 16일  | 아기은행장💰 만채의 뮤직뱅크 첫 출근날🏃                                                       |                                                                            | |
| 프롤로그   | 3월 16일  | 홍은채의 단독! 웹예능 런칭🎊 국민MC(?)로 거듭날 만채와의 첫 미팅                               |                                                                            | |
| 1          | 3월 23일  | 무릎 꿇고 시작하는 유교 인터뷰?! 더보이즈 막냉이들의 선배 모먼트                               | 더보이즈 (주학년, 선우 에릭)                                               | |
| 2          | 3월 30일  | 카이 선배님과 어색함이 over over over 🎶 (근데 서로 할 말은 다 함🤭)                           | EXO (카이)                                                                 | |
| 3          | 4월 6일   | 드디어 만난 뀨채! 꽁냥꽁냥 바라만 봐도 기분 좋아지는 06즈.. 같이 쭈아할래욥?                   | 엔믹스 (규진)                                                              | |
| 4          | 4월 13일  | 만채, 최애를 만나다?! ISFP 롤모델 윤보미 선배님과 공감 대잔치🎉                                | 에이핑크 (윤보미)                                                          | |
| 5          | 4월 23일  | "시켜줘 명예 피어나 & 명예 다이브…" 신기할 만큼 서로를 잘 알고 있는 리즈, 이서와 만채의 만남❣️ | IVE (리즈, 이서)                                                           | 본래 레이가 출연할 예정이었으나 건강 문제로 활동을 중단하여 리즈로 변경되었다. 본래 4월 20일에 공개될 예정이었지만 문빈 사망 사건으로 인해 23일에 공개되었다. |
| 6          | 4월 27일  | 만채의 4년 지기 찐친 등장! 휴닝바히에와 함께 하는 뮤뱅 피크닉🧺(ft. 간식 먹방)                 | Kep1er (휴닝바히에)                                                        | |
| 7          | 5월 11일  | 황금쪽같은 막내즈! 선 넘는 텐션 샤인즈와 폭주기관차🚂 만채!                                    | 르세라핌 (허윤진, 카즈하)                                                  | |
| 8          | 5월 18일  | 광야의 힐러(!)로 영입된 만채💫 카&닝&채 삼겹살 패밀리 결성👪                                   | 에스파 (카리나, 닝닝)                                                      | |
| 9          | 5월 25일  | 치명☆도도★ 👸퀸 슈화에게 퀸카 되는 비법을 전수받다                                             | 아이들 (슈화)                                                              | |
| 10         | 6월 1일   | 맏언니즈 등장! 막내의 집착을 곁들인 오늘도 화목한(?) 짱세라핌💖                                | 르세라핌 (사쿠라, 김채원)                                                  | |
| 11         | 6월 8일   | 아기은행장 앞에 나타난 백구 은행장 선배님! (feat. 역대급 긴장한 만채)                          | ENHYPEN (희승,성훈)                                                        | |
| 12         | 6월 15일  | 대기실 놀러와서 만채를 칭찬감옥에 가둬버린 프미나 막냉즈 그리고 수줍은 아기 MC..🤭             | fromis_9 (이나경, 백지헌)                                                  | |
| 13         | 6월 29일  | 내가 선배라니!!! 🐥아기 은행장이🐰&🐱에게 전수하는 음악방송 꿀팁🍯 (feat. 나무위키 업데이트)   | &TEAM (유마, 하루)                                                         | |
| 14         | 7월 6일   | 언니 부자 만채⁉️ 오늘도 새로운 언니가 생겼다 (feat.🐥💓🦁)                                     | 최예나                                                                     | 미쟝센 염색약 PPL 에피소드. |
| 15         | 7월 13일  | 은행장 만채! 금요일 짝꿍과 찰떡 케미를 보여주마! (???: 어디가 찰떡이죠?)                       | 이채민                                                                     | |
| 16         | 7월 20일  | 아이돌 Lv.999! 엑소 SBN들이 전수해 주신 천재 아이돌이 되는 비법👯📔                            | EXO (시우민, 백현, 찬열)                                                   | |
| 17         | 7월 27일  | F 셋이 모여 ISTJ에 대해 얘기 해보자 (???: T 라는 거 자체가 서운해요) TTT                       | NCT DREAM (재민, 지성)                                                     | 이 회차부터 오프닝이 지금과 같은 모습으로 바뀌었다. |
| 18         | 8월 3일   | 실시간 입덕 현장💘 썸머요정🏖 오마이걸 SBN에게 녹아든 만채                                      | 오마이걸 (아린, 유아)                                                      | |
| 19         | 8월 10일  | 왕! 하고 들이대는 플러팅 천재 神유나😉 (feat. 유고걸 다음은 🫧🍿???)                           | ITZY (유나)                                                                | |
| 20         | 8월 17일  | 최초! 정말로 양갈래가 좋다고요?😲 양갈래 싫어단 영입에 실패한 만채😂                           | STAYC (수민, 재이)                                                         | 자막 오류로 재업로드 되었다. |
| 21         | 8월 24일  | 이제는 우리가 헤어져야 할 시간❓개국공신 더보이즈 충격발언⁉️ ft. 둘리 논쟁🦖💦                 | 더보이즈 (현재, 선우, 에릭)                                                | |
| 하이라이트 | 9월 7일   | 은채의 스타일기💫 EP1~10 최고의 순간 몰아보기                                                  |                                                                            | |
| 하이라이트 | 9월 14일  | 은채의 스타일기💫 EP11~21 최고의 순간 몰아보기                                                 |                                                                            | 르세라핌의 월드 투어 일정 때문에 대체 편성되었다. |
| 22         | 9월 21일  | 데뷔 100일 만에 여유️⁉️로웠다가 혼쭐난 운아기👼😂 (Ft. 하이브 엘베에서 호랑한🐯❤️‍🔥 썰푼다)       | BOYNEXTDOOR (명재현, 윤학)                                                 | |
| 특별판     | 9월 28일  | 삼겹살에는 파채 대신 카&닝&채👪 feat.지글지글❤️‍🔥 달아오르는 우정                                | aespa (카리나, 닝닝)                                                       | 하남돼지집 PPL 에피소드. |
| 23         | 10월 5일  | 세계관 최강 막내의 등장👼💪ft.순딩 정모가 버럭 정모로 변한 ssul😡                              | CRAVITY (정모, 상민)                                                       | |
| 보너스 EP  | 10월 12일 | 🥳 조회수 300만 돌파 기념 🎉 눈물 없이 볼 수 있는(?)😭 은채의 눈물셀카 Vlog                    |                                                                            | |
| 24         | 10월 19일 | 라라의 스타일기 짱팬 휴닝😳, 왠지 뿌듯한 만채😎, 아가들이 그저 귀여운 수빈😁                   | 투모로우바이투게더 (수빈, 휴닝카이)                                        | CASETiFY PPL 에피소드. |
| 25         | 10월 26일 | 아기디노👼 아기은채🐥 드디어 만난 세계관 최강 막내들🏆                                         | 세븐틴 (디노)                                                              | 캐논코리아 PPL 에피소드. |
| 26         | 11월 2일  | 호달달🥶 16살 은채가 모시는 17년차 ⭐️특大짜⭐️ 선배님 (부제: 선미 상담소)                       | 선미                                                                       | |
| Behind     | 11월 9일  | ⭐️본방에는 차마 담지 못한⭐️ 은스타 미방분 모음집🤫                                             |                                                                            | 르세라핌의 블리즈컨 공연 일정 때문에 대체 편성되었다. |
| 27         | 11월 16일 | 은채 돌잔치👼에 Chill~하게 찾아와 Kill~하고 간 레드벨벳 옒슬👭                                 | 레드벨벳 (슬기, 예리)                                                      | |
| 28         | 11월 23일 | 오랜만에 은채 선배 출격?!🙋‍♀️ 은채가 전수해 주는 아이돌 관리의 꿀팁🍯 은채의 스타일기💫          | 제로베이스원 (성한빈, 박건욱)                                              | |
| 29         | 11월 30일 | 무대를 뿌시다(?) 못해 상견례상까지 뿌시는(?) 아이돌 feat. 르세라핌 상견례 프리빠꾸(?)상은?     | 에이티즈 (산, 종호)                                                        | |
| 30         | 12월 7일  | 🎉웰컴 투 2023 은스타 연말 파티🎉 ft.제이크 🆚 니키의 받.쓰 전쟁🔥🔥                           | ENHYPEN (제이크, 니키)                                                     | 굽네치킨 PPL |
| 스페셜EP   | 12월 21일 | 🎄은채 산타의 선물🎅🏻 2023 뮤직뱅크 글로벌페스티벌 비하인드 대공개🎁                            | BOYNEXTDOOR (운학) STAYC (윤) ITZY (유나) NMIXX (규진) 케플러 (휴닝바히에) | |

### 2024년
| 회차       | 공개일   | 제목                                                                                           | 출연                              | 비고 |
| ---------- | -------- | ---------------------------------------------------------------------------------------------- | --------------------------------- | --- |
| 31         | 1월 11일 | 둘이 뭐해요..? 🥰 칭찬으로 시작해 칭찬으로 끝나는 핑크빛💖 무한 칭찬 토크쇼🤭                  | ITZY (류진)                       | |
| 32         | 1월 18일 | 모닝 엔젤👼 최예나와 퍼펙트 나잇🌃 은채의 탕후루🍡 ASMR을 곁들인 수다쇼🤭                      | 최예나                            | |
| 33         | 2월 1일  | 다시 만난 뀨채💖 그리고 NMIXX 언니들과👪 ...JYP(!) feat. 내 친구의 비즈니스                    | NMIXX (릴리, 설윤, 규진)          | LE SSERAFIM의 코첼라 공연 일정 때문에 1주 연기되었다. |
| 하이라이트 | 2월 8일  | 은채의 스타일기💫 EP27~연말일기 최고의 순간 몰아보기😉                                         |                                   | 원래 34회로 미연, 민니가 출연할 예정이었으나 홍은채의 컨디션 난조로 취소되어 대체 편성되었다. |
| 스페셜 EP  | 2월 15일 | ⭐️KBS 개국 이래 최초⭐️ 대기실에서 해신탕😋 끓여먹은 만채🙋‍♀️                                     |                                   | |
| 34         | 2월 22일 | 아이돌ver. 회귀물 - 연습생으로 돌아가시겠습니까? (🙋‍♂️vs 🙅‍♀️) ft. 은채&텐 그림대회 출전 약속? 🎨  | NCT (텐)                          | |
| 35         | 2월 29일 | 은스타 최초로 눕방🛏 YES즈👪 한테 눕방은 So~ EASY🥱 feat. 아기 유재석(?)                        | LE SSERAFIM (허윤진, 사쿠라)      | |
| 36         | 3월 7일  | ⭐️돗자리 1열⭐️ 쌍방 팬미팅 개최💕 JYP 15년 차가 간택한😎 JYP 상 아이돌 은채?!                  | 트와이스 (나연)                   | |
| 37         | 3월 14일 | 웬디 SBN 지금 내 솜사탕🍭🍬이 불타고 있잖아요?!🔥🔥 솜사탕 장인(?)과 잼 장인의 만남            | 레드벨벳 (웬디)                   | |
| 38         | 3월 21일 | 봄 햇살처럼 ⭐️반짝반짝한⭐️ 글리터신 강림❗️은채한테는 마이쮸🍬 보다 더 좋은👍 💖청하 SBN💖      | 청하                              | |
| 39         | 3월 28일 | I S F P 거울 치료 당한 썰푼다😎 오늘부로 데뷔 동기로 정리된 르가네🙋‍♀️와 더가네👪                | THE NEW SIX (우경준, 오성준)      | |
| 40         | 4월 4일  | 경축! 은스타 1주년🎉 VIP 관람객과 함께한 그림일기 전시회 (feat.보이넥스트도어, 더보이즈)       | 보이넥스트도어 (운학, 성호)       | |
| 스페셜 EP  | 4월 18일 | 아일릿 데뷔 3주차에 닥친 시련💦 장꾸 채민 은행장의 노빠꾸 진행🔥 (👭: 은채sbn 보고싶어요ㅠㅠ)  | 아일릿 (원희, 이로하)             | 원래 41회로 원희, 이로하, 42회로 쥴리, 나띠가 출연할 예정이었으나 홍은채의 컨디션 난조로 취소되어 1주 연기 후 대체 편성되었다. 또한 이번 영상에서도 은채가 LE SSERAFIM의 코첼라 공연 일정 때문에 출연하지 못해 이채민이 대신 MC로 출연하여 은채 없는 은채 방송으로 불린다. |
| 하이라이트 | 4월 25일 | 은스타 미방분🤫을 포함한 ⭐️2024년 은스타 하드 털이⭐️                                           |                                   | |
| 41         | 5월 2일  | 데뷔 10년 차 쿱멜레온(?) SBN의 최애 헤어스타일을 찾아서...⭐️ "남자는 핑크죠!🙋‍♀️"                | 세븐틴 (에스쿱스)                 | |
| 42         | 5월 9일  | 각 그룹 짱 귀요미💕들의 만남☺️ 귀여운게 짱이레이🥰                                             | IVE (레이)                        | |
| 43         | 5월 16일 | 형이 되고 싶은 아기🍼와 아기가 되고 싶은 형☺️ feat.음악천재(?) 행운즈🍀                        | 제로베이스원 (장하오, 한유진)     | |
| 44         | 5월 23일 | 성게 머리로 아이돌 데뷔한 기분이 어땠나요?💕 기분이 JO~았어요🙋‍♀️                                | DXMON (조, 렉스)                  | |
| 45         | 5월 30일 | 거침없는 회식 플러팅에🥰 Kijul 직전인 S25(?) 은채😅                                            | tripleS 김유연, 김채연)           | |
| 46         | 6월 7일  | 얼음까지 녹여버린 카&채👭의 불타는 우정❤️‍🔥 은채의 올백머리💈일기 개봉 박두(!)                   | aespa (카리나)                    | 원래는 6일이었는데 공휴일로 하루 뒤에 방영. |
| 47         | 6월 13일 | 데부 50주년! 은채와 50살 차이 ⭐️왕언니 등장⭐️ 난생 처음 선배님 품에써 눈물 흘리다?!            | 김연자                            | |
| 48         | 6월 20일 | 짱구&스펀지밥 그리고 쿼카?!👪 무해한 개인기 대잔치가 열렸습니다😎                              | 케플러 (김채현, 휴닝바히에)       | |
| 49         | 6월 27일 | 울 언니들의 왕언니👑 은비 sbn이 오셨다!ㄷㄷㄷ feat. 홀리엔젤몬 은비, 토고몬 은채?!             | 권은비                            | |
| 50         | 7월 4일  | ☀️올 여름엔 치맥🍗🍺 대신 치키 아이시 땡🧊 은스타 50회 기념 역대급 포스터 제작?!               | STAYC (시은, 윤)                  | |
| 51         | 7월 11일 | 춤신춤왕 채연쌤👑 “은채의 춤 실력? 제 점수는요.. ” 오늘부터 채채채즈💃💃💃결성                 | 이채연                            | |
| 스페셜 EP  | 7월 18일 | 👸아이돌 이미지와 🦹‍♀️개그 욕심 사이 혼란에 빠진 만채?! 우당탕탕🤯 폭소만발🤣 new 포스터 제작기! |                                   | 은채의 포스터 제작 과정 공개. |
| 52         | 7월 25일 | 중복(中伏)에는 스웨덴 보양식이 진리(?) 금요일 짝꿍☺️ 만세즈 은행장의 먹방일기💕                | 문상민                            | |
| 하이라이트 | 8월 1일  | 은스타 미방분🤫을 포함한 ⭐️2024년 상반기 하드 털이⭐️                                           |                                   | |
| 53         | 8월 15일 | 볼살이냐 복근이냐 극강의 밸런스 게임⁉️ 아이돌 근수저들의 복근 꿀팁💪                           | fromis_9 (이새롬, 송하영)         | |
| 54         | 8월 22일 | 빛빛빛친 텐션🌟 규진이네 언니들 췌↗엨↗ 💖 퍼레이드 알바 췌↗엨↗ 🎢👯‍♀️                            | 엔믹스 (해원, 지우)               | |
| 55         | 8월 29일 | 아이돌 대표 상견례 프리패스상 효정&은채(?)👭 그렇다면 프리빠꾸상 아이돌을 뽑아보자😁           | 오마이걸 (효정)                   | |
| 56         | 9월 5일  | 진실 혹은 전기?! 핌둥이네👪 최강 라이어를 찾아라!!! ⚡️손대면 like 피카츄 ⚡️                    | LE SSERAFIM (김채원, 카즈하)      | |
| 57         | 9월 12일 | 은채MC가 뽑은 실물 여신 1위 등장🏅 기럭지 막내들의 수줍음 폭발 현장🤯💕                        | 트와이스 (쯔위)                   | |
| 58         | 9월 19일 | 🌝추석연휴 마무리는 06즈와 함께🐱⛄️🐥 요물딱 조물딱 송편 만들기 대작전 [🍪영상 있음😇😈]       | 엔믹스 (규진), BOYNEXTDOOR (운학) | |
| 59         | 9월 26일 | 오랜만에 SBN모드 만채🙋‍♀️ 무해한 쿠야&료 막냉이들👼👼 알고보니 MC 인생 최대위기⁉️                | NCT WISH (료, 사쿠야)             | |
| 60         | 10월 3일 |                                                                                                | LE SSERAFIM (홍은채)              | |